# 電子作戦群
電子作戦群（でんしさくせんぐん、英称：Electronic Warfare Operation Group）は、埼玉県狭山市の入間基地に所在する、航空戦術教導団直轄の電子戦部隊。

## 概要
電子戦機を用いた電波情報収集（ELINT）や、電子戦訓練支援（ECM）を任務とするほか、電子戦統制幹部や電子戦操作員を養成する「電子戦課程」の教育訓練を行っている。
電子作戦群には群本部以下、電子戦データの作成及び電子戦に関する教育を行う電子戦隊、航空機にて電波の収集を行う電子測定隊、航空警戒管制レーダー等の性能評価を行うレーダー評価隊により編成されている。
電子戦器材の整備は自隊で行っているが、機体の整備は第2輸送航空隊が担当している。

## 沿革
- 2014年（平成26年）8月1日 - 航空総隊司令部飛行隊を解隊、電子戦支援隊及び電子情報測定隊を、航空戦術教導団（新編）隷下の電子作戦群に改編。
- 2020年（令和2年）10月1日 - RC-2を配備[2]。
- 2025年（令和7年）3月13日 - EC-1の運用終了。

## 部隊編成
- 電子戦隊
- 電子飛行測定隊
- レーダー評価隊

## 使用航空機
- 電子戦隊：YS-11EA
- 電子飛行測定隊：RC-2、YS-11EB

## 過去の使用機
- 電子戦隊:EC-1

## 主要幹部
| 官職名         | 階級    | 氏名   | 補職発令日     | 前職                                     |
| -------------- | ------- | ------ | -------------- | ---------------------------------------- |
| 電子作戦群司令 | 1等空佐 | 橋口創 | 2023年10月01日 | 航空幕僚監部人事教育部人事教育計画課勤務 |

| 代 | 氏名       | 在職期間                        | 前職                                           | 後職                               |
| -- | ---------- | ------------------------------- | ---------------------------------------------- | ---------------------------------- |
| 01 | 長谷川純一 | 2014年08月01日 - 2015年07月31日 | 情報本部美保通信所長                           | 飛行開発実験団飛行実験群司令       |
| 02 | 丸山直昭   | 2015年08月01日 - 2017年12月22日 | 情報本部勤務                                   | 第1航空団飛行群司令                |
| 03 | 三宅淳     | 2017年12月23日 - 2020年08月24日 | 航空自衛隊幹部学校                             | 航空総隊司令部防衛部訓練課長       |
| 04 | 今泉康就   | 2020年08月25日 - 2023年09月30日 | 統合幕僚監部運用部運用第3課 訓練評価・支援班長 | 北部航空方面隊司令部防衛部防衛課長 |
| 05 | 橋口創     | 2023年10月01日 -                | 航空幕僚監部人事教育部人事教育計画課勤務       |                                    |